# La Ville des pirates
La Ville des pirates és una pel·lícula fantàstica surrealista francesa del 1983 dirigida pel cineasta xilè Raúl Ruiz. Realitzada durant el període més prolífic de cinema de Ruiz a l'exili i poc després del seu primer retorn a Xile des del Cop d'estat de l'11 de setembre de 1973, la pel·lícula gaudeix d’un repartiment principalment francès que inclou Hugues Questar, Anne Alvaro i Melvil Poupaud. Es va rodar a Portugal en un període de tres setmanes.
Ruiz va utilitzar un procés d'escriptura automàtica per escriure el seu guió durant el rodatge. L'acadèmic Michael Goddard assenyala que "Ruiz escriuria el guió cada dia immediatament després de la migdiada; per tant, en efecte, somiar el guió en lloc d'escriure'l". Com a resultat, la pel·lícula està molt influenciada per les concepcions dels somnis i la seva relació amb la narració i el visual. La pel·lícula es considera generalment una de les millors obres de Ruiz i exemplifica diversos temes i motius recurrents de l'estil del director, incloent la narrativa i la cinematografia neobarroc, profunditat de camp, infància, navegació, somnis i esquizofrènia.

## Argument
La Villa des pirates segueix una jove desconsolada anomenada Isidore a través de múltiples episodis d'esdeveniments aparentment desconnectats i punts narratius que, en si mateixos, operen amb una lògica al·legòrica i onírica. La pel·lícula comença amb la targeta de text que indica "Territoris d'ultramar, una setmana abans del final de la guerra", cosa a la qual no es torna a fer referència a la pel·lícula. Els "pirates" del títol no apareixen. Això inicia un tema comú en el qual els esdeveniments narratius s'estableixen i mai es segueixen completament fins a una conclusió tradicional. L'Isidore treballa inicialment per al seu "pare" i "mare" que li donen ordres i la dirigeixen com una minyona. Després d'haver pensat en suïcidi, es troba amb una sèrie de personatges diferents, sobretot un noi psicòpata anomenat Malo, que afirma haver violat i assassinat la seva pròpia família i, posteriorment, proposa a Isidore, i un marginat social anomenat Toby que passa el seu temps en un castell d'una illa abandonada, discutint amb la veu interior de la seva mare, la seva germana i una sèrie de membres de la seva família extensa.

## Repartiment
- Hugues Questar com a Toby
- Anne Alvaro com a Isidore
- Melvil Poupaud com Malo
- André Engel com El pescador
- Duarte de Almeida com El Pare
- Clarisse Dole com a La mare
- André Gomes com el policia

## Producció

### Escriptura i estil
Michael Goddard argumenta que la pel·lícula és un exemple clar de les marques particulars que componen l'estil de la signatura de Ruiz, utilitzant un procés semblant al bricolatge per construir una experiència cinematogràfica única. Escriu que "descriure una pel·lícula com a Ruiziana és més o menys l'equivalent a evocar La Villa des pirates com potser el punt més poètic i hipnòtic de tota la carrera de Ruiz".
La Villa des pirates s'ha descrit com una pel·lícula surrealista i onírica a causa en gran part de la seva incorporació de segells surrealistes com la "confiança en l'èxtasi", l'escàndol, la crida del salvatge, la mistificació, els somnis profètics, l'humor, el pertorbador." Tanmateix, Goddard argumenta que la pel·lícula més aviat fa "ús de procediments surrealistes particulars amb el propòsit específic de desestabilitzar les formes narratives normatives i obrir potencials cinematogràfics més enllà de la narració d'una única història orgànica, cognoscible en la seva totalitat". A diferència de ser completament surrealista, La Ville des pirates incorpora i s'associa lliurement amb aquest estil en un enfocament més ampli de la realització de cinema que es pot catalogar més fàcilment com a neobarroc; el seu ús de l'al·legoria, la mitologia i la disjunció de l'espai percebut i l'espai ocupat (tant per part de la càmera i dels personatges com dels mateixos espectadors) apunten a això.

### Rodatge
La pel·lícula es va rodar a Portugal durant un període de tres setmanes.
Ruiz incorpora una sèrie de tècniques cinematogràfiques per crear l'aspecte de la pel·lícula. Alguns dels més destacats són l'ús experimental de filtres, un diòptria de focus dividit, la subsaturació i la sobresaturació del estoc de pel·lícula, la superposició de plans, moviments de càmera estès i angles de càmera incòmodes i antinaturals que "només són possibles cinematogràficament... però que, tanmateix, generen la seva pròpia realitat coherent".
La pel·lícula també destaca com el debut de Poupaud, de 10 anys, com un nen pervers i assassí inspirat en Peter Pan, Zéro de conduite de Jean Vigo (1933), El Petit Príncep d'Antoine de Saint-Exupéry (1943) i l'assaig de Jean Genet "L'infant criminal" (1949). Poupaud va actuar en deu altres pel·lícules de Ruiz durant els propers trenta anys. En una classe magistral del Lincoln Center de març de 2016, Poupaud va dir del rodatge que "Raúl Ruiz em va dir que jo era Pinotxo i Pinochet alhora".

## Llançament
La Ville des pirates es va projectar a un públic internacional al Festival de Cinema de Nova York l'any 1985.

### Recepció crítica
L'elogi i la recepció de la La Ville des pirates de Ruiz van quedar per sota de la seva pel·lícula anterior Les Trois Couronnes du matelot (1983) que li havia merescut el respecte a la comunitat cinematogràfica internacional i una considerable taquilla a França. Gran part dels elogis de La Ville des pirates es van fer retrospectivament, no en el seu llançament inicial. Per exemple, Paul Hammond va escriure sobre la pel·lícula l'any 1985 que "Si la pel·lícula de Ruiz s'apaga en el seu replegament compulsiu del terreny trepitjat, en el seu insistent fer miracles, és perquè aquestes ficcions desitjables són per definició interminables i autònomes".
Dave Kehr del Chicago Reader va qualificar la pel·lícula de "seductora" i "confusa", escrivint: "No serveix de res descriure la trama, que flueix amb una lògica onírica perfecta d'un episodi misteriós al següent". Dennis Schwartz d'Ozus' World Movie Reviews va donar a la pel·lícula una qualificació de "B+" i es va referir a ella com "hipnòtica, seductora i única, però era massa confusas perquè em sentia còmode amb alguna cosa que només segueix la lògica dels somnis." També va escriure que "[de] nota, no hi ha ciutat ni pirates".

## Mitjans domèstics
El 2001, City of Pirates va ser llançat en DVD a la regió PAL per Gemini Films.